# ناتالي بلوسكوتا
ناتالي بلوسكوتا (بالإنجليزية: Natalie Pluskota)‏ مواليد 2 نوفمبر 1989 في نيونان، جورجيا، الولايات المتحدة، هي لاعبة كرة مضرب أمريكية. أعلى تصنيف لها في الفردي كان 478. أعلى تصنيف لها في الزوجي كان 157.

## النهائيات

### الفردي (0–1)
| الحصيلة | الرقم | التاريخ       | الدورة                      | الأرضية | المنافس         | النتيجة  |
| ------- | ----- | ------------- | --------------------------- | ------- | --------------- | -------- |
| الوصافة | 1.    | مايو 13, 2013 | لانديسفيل، الولايات المتحدة | صلبة    | أليسا كليبانوفا | 3–6, 0–6 |

## روابط خارجية
- ناتالي بلوسكوتا على موقع رابطة محترفات التنس (الإنجليزية)
- ناتالي بلوسكوتا على موقع الاتحاد الدولي لكرة المضرب (الإنجليزية)